# Lucie Svěcená
Lucie Svěcená (Most, 21 de agosto de 1997) es una deportista checa que compitió en natación. Ganó dos medallas de plata en el Campeonato Europeo de Natación en Piscina Corta, en los años 2012 y 2013.

## Palmarés internacional
| Campeonato Europeo en Piscina Corta | Campeonato Europeo en Piscina Corta | Campeonato Europeo en Piscina Corta | Campeonato Europeo en Piscina Corta |
| Año                                 | Lugar                               | Medalla                             | Prueba                              |
| ----------------------------------- | ----------------------------------- | ----------------------------------- | ----------------------------------- |
| 2012                                | Chartres (Francia)                  | Medalla de plata                    | 4 × 50 m estilos                    |
| 2013                                | Herning (Dinamarca)                 | Medalla de plata                    | 4 × 50 m estilos mixto              |